# رينو 7
فاسارينو 7 أنتج من هذا النموذج 240,000 نسخة للسوق الإسبانية.
استنبط هيكلها من رينو 5 وهو هيكل ثلاثي مع صندوق خلفي، 4 أبواب ومضاد الصدمات. أنتجت خلال فترة 1974-1982، تم لأول مرة تسويقها تحت اسم سيات (سبعة بالإسبانية) قبل أن يتم تغيير اسمها في عام 1979 إلى رونو 7 مع تغيرات بسيطة.
مجهزة بمحرك من 1037 سم مكعب بقوة 50 حصانا وسرعة قصوى تبلغ 132 كم / ساعة مع استهلاك للوقود 6 لترات لكل 100 كم، كانت متاحة فقط في نسخة TL. وبعد عام 1979 توفرت بنسخة GTL مزودة بمحرك 1108 سم مكعب بقوة 47 حصانا من نوع «كليون فونت» (بالإنجليزية: Cléon-Fonte)‏

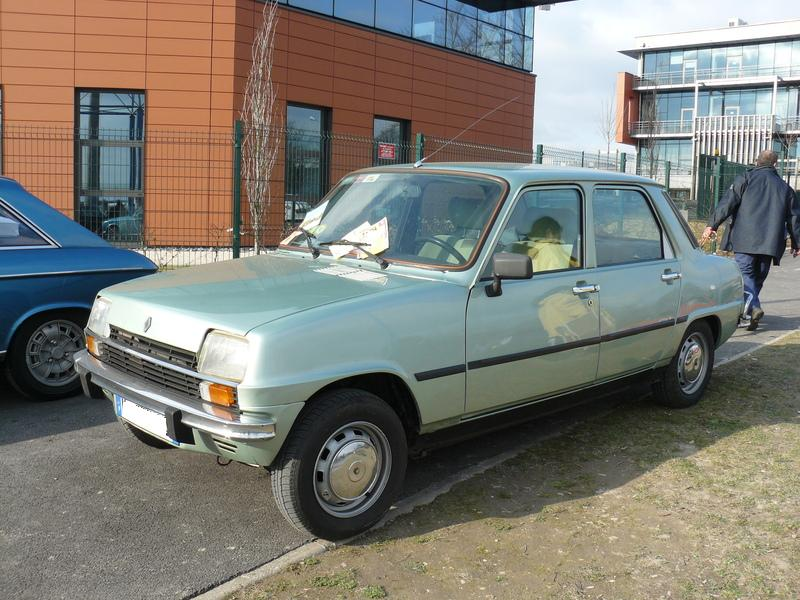
رينو 7 من الأمام

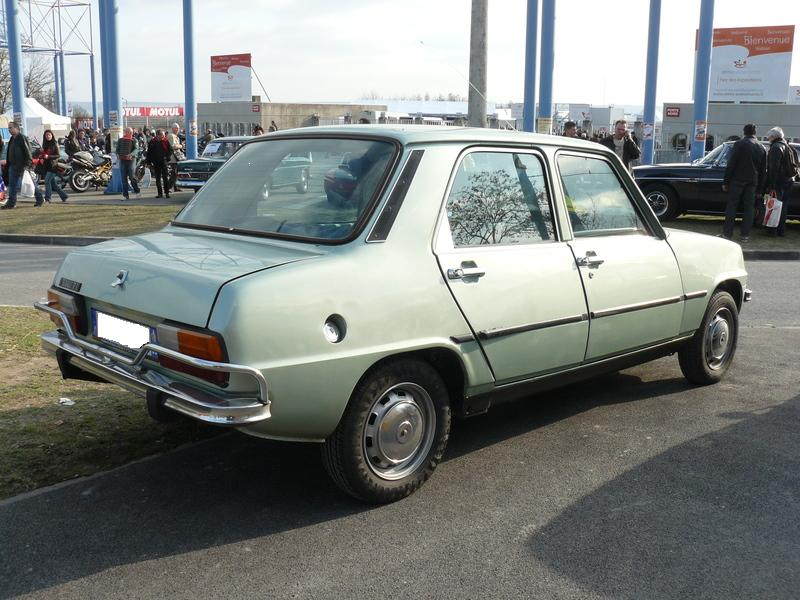
رينو 7 من الخلف

## روابط خارجية
- عالم سيات